# Studenice
Studenice – wieś w Słowenii, w gminie Poljčane. W 2018 roku liczyła 134 mieszkańców.

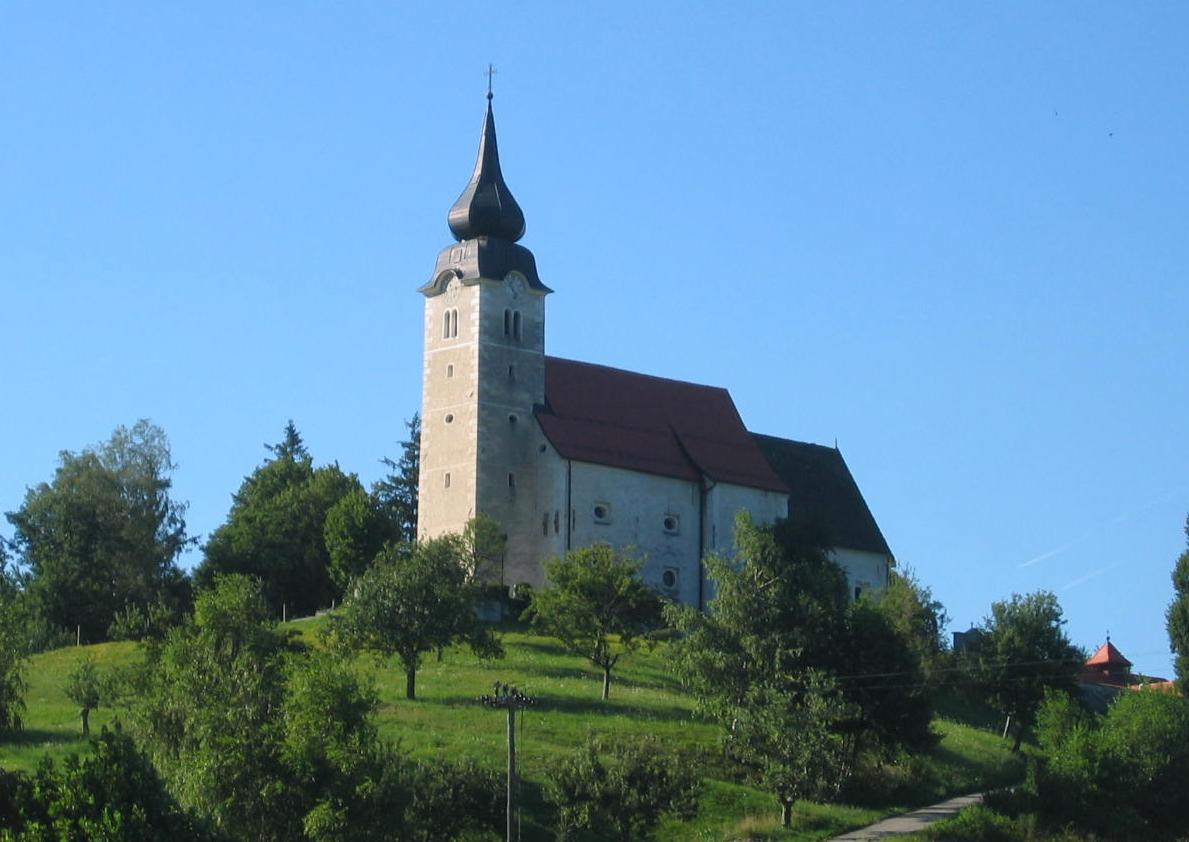
Kościół św. Łucji w Studenicach